# Carola L. Gottzmann
Carola L. Gottzmann (* 8. Februar 1943 in Altlandsberg) ist eine deutsche Germanistin.
Sie beschäftigt sich u. a. mit Mediävistik, Altnordistik und Deutscher Literatur im östlichen Europa vom Mittelalter bis zur neuesten Zeit.

## Werke
- (mit Petra Hörner): Lexikon der deutschsprachigen Literatur des Baltikums und St. Petersburgs. De Gruyter, Berlin/New York 2007.